# Detransition, baby
Detransition, baby est un roman paru en 2021 de l'autrice américaine Torrey Peters. Il s'agit de son premier roman et a été publié par Penguin Random House en version originale et par les éditions Libertalia en français. Le roman a rencontré un succès critique et des éloges pour avoir élaboré une exploration tendre du genre, de la parentalité, de l'amour et de la vie trans,.

## Histoire
Les personnages principaux sont Reese, une femme trans, responsable des relations publiques et ancienne partenaire d'Amy, Amy, qui a détransitionné pour vivre comme un homme et est devenue Ames ; et Katrina, une femme cis métisse chinoise et juive qui est la patronne et l'amante actuelle d'Ames,. Les trois ont la trentaine et vivent à Brooklyn. Après la fin de leur relation, Reese et Ames se sont éloignées en raison de la décision d'Ames de détransitionner trois ans auparavant.
Katrina découvre qu'elle est enceinte de l'enfant d'Ames, bien qu'Ames se croyait à tort stérile à cause de son traitement hormonal substitutif. Ames révèle à Katrina qu'il a passé six ans à vivre en tant que femme et qu'il se considère toujours comme une femme, même si naviguer dans le monde en tant que femme trans a finalement été trop difficile. Ainsi, Ames doute de pouvoir remplir le rôle masculin de père envers un enfant. Ames renoue alors avec Reese, qui souhaite depuis longtemps avoir son propre enfant, estimant que tous les trois pourraient former une famille non conventionnelle pour élever le bébé ensemble.
Reese est aux prises avec les mêmes schémas autodestructeurs qui ont altéré son ancienne relation avec Amy, y compris des relations sexuelles avec des hommes mariés et des chasers, et finit par se retrouver à l'hôpital à la fin du livre. Katrina tente de s'adapter à cette idée de famille non conventionnelle mais a l'intention de se faire avorter si elle n'est pas sûre d'avoir un système de soutien. Les trois s'interrogent sur leur identité, leurs relations communes et se demandent si une famille stable pourrait être formée.
Le livre est divisé en différentes sections à différentes période de temps. Des années avant la conception de l'enfant de Katrina aux semaines après la conception et explorent à la fois la nature de la relation entre Reese et Amy et le parcours de développement de la dynamique familiale potentielle de Katrina, Reese et Ames.

## Contexte
Peters a indiqué que le personnage d'Ames est inspiré d'une expérience qu'elle a vécue en 2016, lorsqu'elle a visité le Mexique et portait un costume pour se faire passer pour un homme et éviter les questions des douanes sur son passeport masculin. Peters a expliqué que le roman est écrit dans le genre d'un soap opera et que les personnages du roman parlent « de la façon dont je parle avec mes amis »,. En 2021, Peters a déclaré que pendant qu'elle écrivait le livre en 2018, « je pensais juste à ce qui allait être drôle pour mes amis et à ce qui était pertinent pour nos vies », et « j'avais la liberté d'imaginer les personnes trans comme de simples personnes quotidiennes, ennuyeuses et imparfaites. Je ne m'engageais pas avec les personnes trans en tant que groupe en difficulté ».
Détransition, baby a été l'un des premiers romans écrits par une personne trans à être publié par une des cinq grandes maisons d'édition aux États Unis.